# HD 156942
HD 156942，又名CP-60 6800，SAO 253908、HR 6447，是一颗恒星，视星等为5.77，位于銀經330.84，銀緯-13.64，其B1900.0坐标为赤經17h 15m 17.6s，赤緯-60° -13.64′ 35″。